# Špela Kolbl
Špela Kolbl (Eslovenia; 13 de marzo de 1998) es una futbolista eslovena. Juega como delantero y su equipo actual es el ŽNK Pomurje de la 1. SŽNL, además forma parte de la selección nacional femenina de Eslovenia.
En septiembre del 2020 alcanzó su gol número 150 en la 1. SŽNL, convirtiéndose en la máxima artillera en la historia de la liga.

## Palmarés
- 1. SŽNL (5): 2012/2013, 2013/2014, 2014/2015, 2015/2016, 2018/2019.
- Copa de Eslovenia Femenina (6): 2012/2013, 2013/2014, 2015/2016, 2016/2017, 2017/2018, 2018/2019.

## Selección nacional
Ha sido internacional con la selección de Eslovenia, apareciendo para el equipo durante el ciclo de clasificación para la Copa Mundial Femenina de Fútbol de 2019.

## Reconocimientos
- Goleadora de la 1. SŽNL 2017/2018 con 31 goles.[5]
- Goleadora de la 1. SŽNL 2018/2019 con 46 goles.[5]